# David Horne (compositeur)
Pour les articles homonymes, voir Horne.
Ne pas confondre avec l'acteur anglais David Horne (1898-1970).
 (novembre 2018).
Si vous disposez d'ouvrages ou d'articles de référence ou si vous connaissez des sites web de qualité traitant du thème abordé ici, merci de compléter l'article en donnant les références utiles à sa vérifiabilité et en les liant à la section « Notes et références ».
 (novembre 2018).
David Horne, né le 12 décembre 1970, est un compositeur, pianiste et enseignant écossais.
Compositeur résident de l'orchestre philharmonique royal de Liverpool pendant quatre ans, il a reçu plusieurs commandes. Ses compositions ont été interprétées par des artistes de niveau international.
En tant que pianiste, il a joué avec les plus grands orchestres britanniques.

## Biographie
David Horne naît à Tillicoultry près de Stirling en décembre 1970. Son père joue du piano (en amateur) et il commence à apprendre le piano à l'âge de sept ans. Encore jeune, sa famille déménage en Norvège, pays natal de sa mère. À l'âge de onze ans, il fréquente l'école de musique Sainte-Marie (en) à Édimbourg afin d'étudier le piano auprès d'Audrey Innes et la composition avec Geoffrey King. En 1989 il déménage à Philadelphie pour étudier à l'Institut Curtis où il se perfectionne auprès de Ned Rorem. Il suit les cours de l'université Harvard où il obtient un Ph.D. en 1999 et devient conférencier invité. Il est depuis retourné au Royaume-Uni et vit à Manchester où il est chargé de cours au Royal Northern College of Music. En 2004 il dirige les cours de New Music/New Media pour l'école Britten-Pears d'études musicales avancées (en). En 2006/07, il est professeur invité à l'école supérieure de musique de Catalogne.
Il est compositeur en résidence à l'orchestre philharmonique royal de Liverpool de 2000 à 2004.
En tant que pianiste, il est lauréat du prix Jeune musicien de l'année de la BBC (en) en 1988.
Il s'est produit en soliste avec de grands orchestres dont le BBC Symphony Orchestra, le City of Birmingham Symphony Orchestra, le London Sinfonietta et l'Orchestre national royal d'Écosse.
Il fait ses débuts à The Proms en 1990 en interprétant le concerto pour piano nº 3 de Prokofiev.

## Compositions
Horne compose des concertos, des pièces pour orchestre, ensembles et musique de chambre, des opéras et des chansons.
Il remporte le Yorkshire Arts Association Young Composers' Competition au Festival de musique contemporaine d'Huddersfield (en) pour sa pièce Splintered Unisons interprétée par l'ensemble Prometheus . En 1994 il est couronné du prix Stephen Oliver pour son opéra Travellers. Il a reçu des commandes de solistes tels que la percussionniste Evelyn Glennie (Reaching Out et Ignition), l'altiste Nobuko Imai (Stilled Voices) et le pianiste Boris Berezovsky (Liszt), ainsi qu'une commande de Koussevitzky en 1995. Il est sélectionné dans la catégorie vocale de l'édition 2007 de l'Académie britannique des auteurs-compositeurs pour sa composition Life's Splinters.
Son opéra Friend of the People est créé par le Scottish Opera en novembre 1999.
Ses créations ont été interprétées par des ensembles tels que l'orchestre symphonique de la BBC, l'Ensemble Nash, le London Sinfonietta, le Groupe de musique contemporaine de Birmingham (en), le California EAR Unit (en), l'Ensemble de musique contemporaine de Zurich (de), le société de musique de chambre du centre Lincoln (en), le Nieuw Ensemble, l'Ensemble Modern et les quatuors à cordes Mendelssohn, Yggdrasil, Daedalus et Brentano.
Ses œuvres sont publiées par Boosey & Hawkes et enregistrés par les labels BMG et NMC Music (en).

## Œuvres

### Scène
- 1993 : Jason Field, opéra de chambre en 1 acte
- 1994 : Travellers, opéra de chambre en 1 acte
- 1996-1997 : Beyond the Blue Horizon, musique pour scène
- 1998-1999 : Friend of the People, opéra en 3 actes avec prologue

### Orchestre
- 1997 : Flicker
- 2000 : Strands
- 2001 : Fixation
- 2003-2004 : Concerto for Orchestra
- 2006 : The Turn of the Tide pour orchestre de chambre
- 2007 : Submergence

### Concertante
- 1992 : Piano Concerto
- 1994 : Vapours pour harmonica de verre et orchestre
- 1997 : Flex pour piano et ensemble de chambre
- 2002 : Fireflies pour harmonica de verre et orchestre
- 2002 : Ignition, concerto pour percussion et orchestre
- 2003 : Double Violin Concerto pour 2 violons et orchestre à cordes
- 2004 : Splintered Instruments pour harpe et ensemble de chambre
- 2006 : Phantom Instruments pour clarinette et ensemble de chambre

### Musique de chambre et instrumentale
- 1988 : Splintered Unisons pour clarinette, violon, violoncelle et piano
- 1989 : towards dharma... pour flûte, hautbois, alto, violoncelle et percussions
- 1990 : Out of the Air pour ensemble de chambre
- 1991 : Contraries and Progressions pour flute, clarinette, violon (ou alto), violoncelle et piano
- 1993 : Concerto for Six Players pour flûte, (piccolo), clarinette basse, violon, violoncelle, percussions et piano
- 1993 : 3 Dirges pour flûte et harpe
- 1993 : Phantom Moon pour flûte alto et percussions
- 1993 : Sonate pour trombone et piano
- 1993 : Surrendering to the Stream, quatuor à cordes no 1
- 1994 : Pulse pour marimba solo
- 1994 : Reaching Out pour percussion solo
- 1994 : Sparks pour flûte, clarinette, violon, violoncelle et percussion
- 1995 : Clarion pour clarinette, trompette, célesta, violon et double basse
- 1995 : Persistence pour ensemble de chambre
- 1995 : Stilled Voices pour alto solo
- 1995 : Undulations, quatuor à cordes no 2
- 1996 : Aureole pour basson et bande numérique
- 1996 : Rush pour percussion solo
- 1996 : Unbound pour flûte, hautbois, clarinette, cor d'harmonie, violon, alto et violoncelle
- 1998 : Filters pour alto et piano
- 1998 : Glow pour ensemble de chambre
- 1998 : Shiver pour violon, alto, violoncelle, double basse et piano
- 1998 : Spike pour flûte, clarinette basse, violon, violoncelle, percussions et piano
- 1999 : Broken Instruments pour ensemble de chambre
- 1999 : Zip pour violoncelle et piano
- 2000 : Blunt Instruments pour ensemble de chambre
- 2000 : Elegy pour trompette et piano
- 2001 : Deep Flux pour clarinette basse, contrebasson et tuba
- 2001 : Five Divisions of Time pour flûte, hautbois, clarinette, cor d'harmonie et basson
- 2002 : Subterfuge pour 2 violons, alto et violoncelle
- 2003 : Disembodied Instruments pour ensemble de chambre
- 2003 : Disintegrations pour ensemble de chambre
- 2004 : Emerging Dances pour ensemble de chambre
- 2004 : Flight from the Labyrinth, quatuor à cordes no 3
- 2004 : Interrupted Serenades pour guitare à 8 cordes
- 2004 : Gossamer pour quatuor de saxophones
- 2005 : Double Concerto pour piano et quatuor à cordes
- 2006 : Quatuor à cordes no 4
- 2006 : Will o' the Wisp pour flûte et piano
- 2007- 2008 : Restless Feeling pour ensemble de chambre

### Piano
- 1990 : 6 Short Studies
- 1991 : Nocturnes and Nightmares
- 1995 : Resound pour piano et bande numérique
- 1996 : Liszt
- 1996 : Refrain
- 1996 : Sostenuto pour piano et bande numérique

### Musique vocale
- 1992 : The Burning Babe pour 2 sopranos, alto, flûte, hautbois, clarinette, percussion et piano
- 1992 : Days Now Gone pour ténor et piano
- 1993 : The Letter pour ténor et piano
- 1997 : Lied der Mignon pour soprano et piano
- 1999 : Pan's Song pour soprano, clarinette, violon, violoncelle et piano
- 1999 : You pour soprano, flûte alto/piccolo, violoncelle et piano/claves
- 2000 : Slow, Slow pour ténor et piano
- 2000 : Sweet Disorder pour ténor et piano
- 2006 : Life's Splinters pour ténor et flûte, clarinette, violon, alto et violoncelle
- 2008 : A Curious Thirsty Fly pour ténor et piano
- 2008 : Last September pour baryton et orchestre

### Musique chorale
- 1992 : Northscape pour orchestre de chambre avec violon et harpe obbligato et voix d'enfants à l'unisson (facultatif)
- 1993 : The Lie, cantate pour soprano, ténor, chœur d'enfants et ensemble de chambre
- 1993 : Magnificat and Nunc Dimittis pour chœur mixte et orgue
- 1995 : Mass pour chœur mixte et orgue
- 1995 : Praise Ye, 2 psaumes pour chœur d'enfants et orgue
- 1998 : Pensive pour mezzo-soprano, chœur mixte et orchestre de chambre (ou orgue)
- 2000 : The Year's Midnight pour ténor, chœur et orchestre
- 2003 : 2 Songs pour chœur de femmes a cappella